# Armando Calil Bulos
Armando Calil Bulos (Tubarão, 5 de setembro de 1915 — 13 de junho de 1999) foi um advogado e político brasileiro.
Filho de Paulo Calil Bulos e de Diba Calil Bulos.
Bacharel em direito pela Universidade Federal do Paraná (1940).
Foi deputado à Assembleia Legislativa de Santa Catarina na 1ª legislatura (1947 — 1951). Nas eleições de 1962 obteve 3.760 votos, ficando como suplente. Convocado, assumiu o cargo na 5ª Legislatura (1963-1967).